# Боровушка (Свердловская область)
Боровушка — упразднённая в августе 1996 года деревня в Талицком районе Свердловской области, Россия. Деревня входила в Буткинский сельсовет.

## Географическое положение
Деревня Боровушка муниципального образования «Талицкий городской округ» Свердловской области находилась в южной части района, на расстоянии 29 километров к югу от города Талица, на левом притоке реки Беляковка вблизи деревни Береговая.

## История
Была основана как «выселок Бороушный» и входила в состав Буткинской волости третьего стана Шадринского уезда Пермской губернии. Упразднена 7 августа 1996 года. Территория Боровушки вошла в состав деревни Береговая.